# 家永勲
家永 勲（いえなが いさお、1983年5月27日 - ）は日本の弁護士（東京弁護士会所属）・税理士（東京税理士会所属）。滋賀県草津市出身。弁護士法人ALG&Associates執行役員。

## 経歴
- 2007年：立命館大学法科大学院修了
- 2007年：新司法試験合格
- 2010年：弁護士法人ALG&Associates入所
- 2012年：弁護士法人ALG&Associates　パートナー弁護士就任
- 2016年：税理士登録

## 共著
- 労働紛争解決のための民事訴訟法等の基礎知識（弁護士法人アヴァンセリーガルグループ 企業法務事業部、片山雅也共著、労働調査会、2014年、ISBN 978-4-86319-384-0 ）[1]

## 所属委員会等
東京弁護士会

## 外部サイト
- 弁護士法人ALG&Associates
- いいねを押したい弁護士ブログ　執筆記事一覧
- bizocean　コラム一覧